# 音声ガイド
音声ガイド（おんせいガイド）は、音声による付加的解説（説明）を提供するサービス。オーディオガイド（英: Audio guide）、オーディオツアー（英: Audio tour）、また特定の商標として「イヤホンガイド」とも。本項では博物館、美術館、劇場、映画館などの文化施設の来場客向けに行われるサービスについて詳述する。

## 概要
来場者は展示物や上演に際しての音声解説（ナレーション）を聴きながら鑑賞することができる。あらかじめ録音される場合が一般的だが、その場で生のアナウンスが中継される場合（同時通訳など）もある。
利用者は施設内で料金（または保証金）を払い、専用の端末および、イヤホン・ヘッドホン等の出力機器を借り受ける（その際身分証明書の提示が必須の場合もある）。出場の際にこれらを返却する（保証金制度を採用している場合、保証金はこのとき返される）。日本語版と英語版など、複数の原語を準備している場合がある。また、子ども向けにやさしい表現で対応している場合や、視覚障害者向けの案内を準備している場合もある。
欧米で最初に音声ガイドが導入されたのは1950年代という説があり、当時は短波帯を用いていたという。このように無線技術を採用する例が祖型であるが、その後、解説音声を内蔵した端末を貸与する方式も一般的になった。音声による解説と共に、拡張現実（AR）技術により、解説動画が眼前に浮かび上がるガイドも登場している。
日本では1975年に久門郁夫が歌舞伎興行（後述）向けに小型ラジオによる形式のガイドを開発し、翌年に朝日解説事業株式会社（現・株式会社イヤホンガイド）が設立されて以降一般的となった。日本の美術展などでは、俳優などの著名芸能人がナレーションを担当する場合もある。
日本の歌舞伎・文楽・能楽などの伝統芸能演劇会場においては同時解説が用意されている場合もある。歌舞伎興行での導入には小山觀翁が尽力した。同時解説ガイドは、上演中に上演内容の解説を無線で劇場内に飛ばし、観客が端末でそれを聞く。歌舞伎興行の解説では、あらすじ・配役・衣裳・道具・独特な約束ごとなどを聞くことができる。また幕間には、上演場面の前後のあらすじの解説や、演目の背景知識を説明が行われる。解説は通常、各演目あたり人気場面のみの提供となる（いわゆる見取り方式）。

## 設備

### イヤホン
イヤホンに関しては、ジャック（接続端子）が合致すれば持参したイヤホンと取り替えてもよい、ワンサイズ小さいイヤホンも用意、などの対応をしている施設もある。